# Polvo de ladrillo

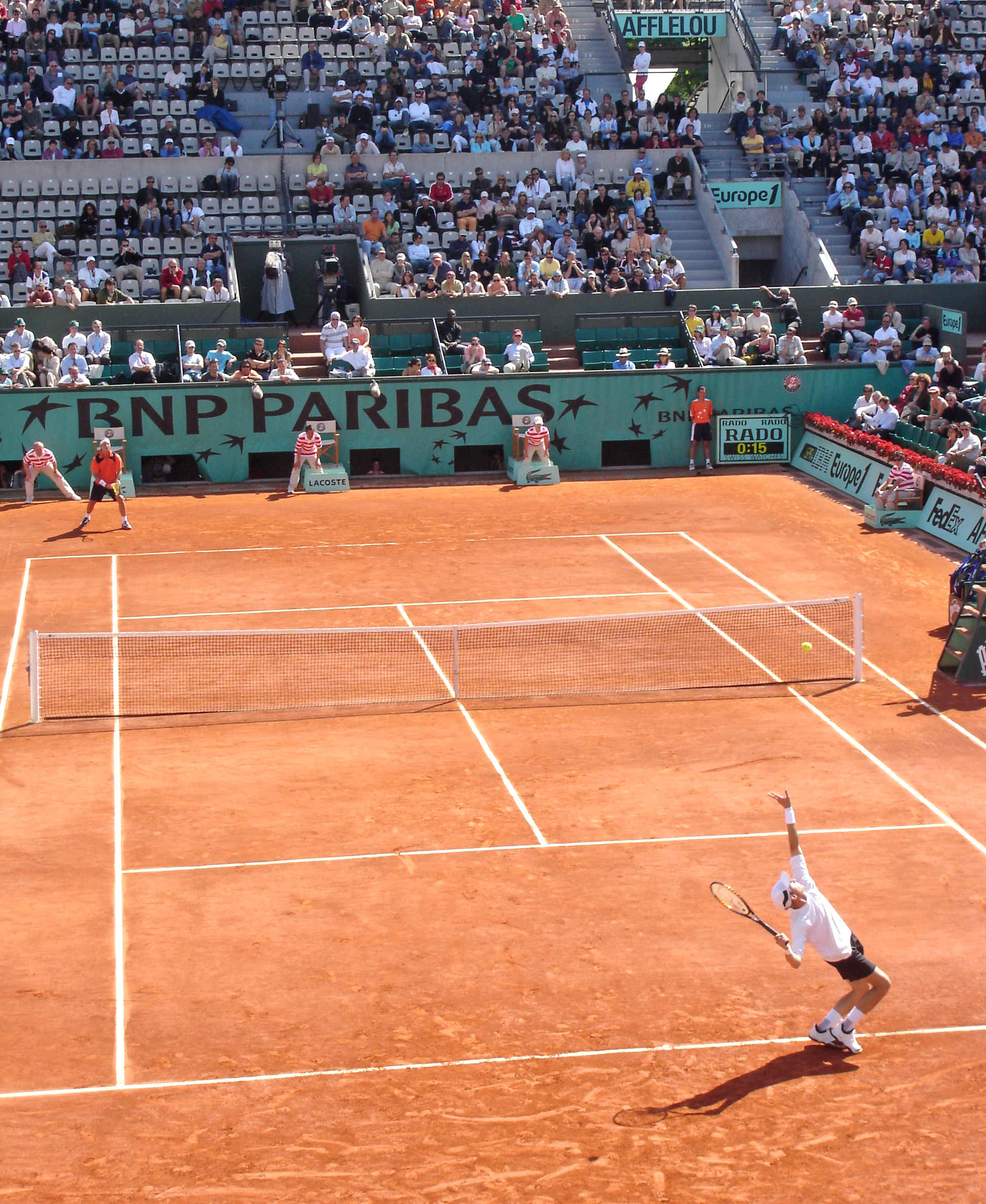
La pista Philippe Chatrier del torneo de Roland Garros (París) durante la celebración del mismo en 2006.

Se denomina tierra batida o arcilla a uno de los tres tipos de superficies que se utilizan en el mundo del tenis. Este tipo de pistas están hechas de esquisto, piedra y arcilla. La tierra batida roja, normalmente más común en Europa y gran parte de América, es más lenta que la verde, que también se denomina tierra estadounidense o Har-Tru en Estados Unidos, donde las pistas de tierra batida verde también se consideran de polvo de ladrillo, pese a que no son exactamente iguales a las primeras. El Torneo de Roland Garros se juega en esta superficie, siendo el único torneo de Grand Slam disputado sobre polvo de ladrillo.
Tradicionalmente, es la superficie preferida en los países de influencia latina. En Argentina, Brasil, Chile, Ecuador, España, Francia e Italia es más habitual que en otros lugares. Desde principios del siglo XXI, en el circuito femenino la belga Justine Henin y la norteamericana Serena Williams han sido las jugadoras más exitosas en esta superficie, ambas con 13 títulos, incluyendo cuatro títulos de la belga y dos de la norteamericana en Roland Garros. Por otro lado, en el circuito masculino, destaca el dominio del español Rafael Nadal, quien, hasta la fecha, acumula 63 títulos en esta superficie, incluyendo catorce títulos en Roland Garros. Además, también posee el récord de partidos ganados de manera consecutiva sobre esta superficie: 81, entre el 8 de abril de 2005 y el 20 de mayo de 2007.

## Denominaciones preponderantes en cada país
En los distintos países el término empleado en idioma castellano cambia:
Arcilla Chile,  México,  Perú,  Venezuela.
Polvo de ladrillo Argentina,  Paraguay,  Uruguay.
Tierra batida España.

## Torneos
Los torneos más importantes que se disputan sobre esta superficie son los siguientes:

### ATP World Tour
Grand Slam
- Torneo de Roland Garros

ATP Tour Masters 1000
- Masters de Montecarlo
- Masters de Madrid
- Masters de Roma

ATP Tour 500
- Torneo de Río de Janeiro
- Torneo Conde de Godó, Barcelona
- Torneo de Munich
- Torneo de Hamburgo

ATP Tour 250
- Torneo de Buenos Aires
- Torneo de Santiago
- Torneo de Houston
- Torneo de Marrakech
- Torneo de Bucarest
- Torneo de Ginebra
- Torneo de Gstaad
- Torneo de Båstad
- Torneo de Kitzbühel
- Torneo de Umag

### WTA Tour
Grand Slam
- Torneo de Roland Garros

WTA 1000
- Masters de Madrid
- Masters de Roma

WTA 500
- Torneo de Charleston
- Torneo de Stuttgart

WTA 250
- Torneo de Río de Janeiro
- Torneo de Bogotá
- Torneo de Kuala Lumpur
- Torneo de Marruecos
- Torneo de Oeiras
- Torneo de Bruselas
- Torneo de Estrasburgo
- Torneo de Núremberg
- Torneo de Bucarest
- Torneo de Bad Gastein
- Torneo de Båstad

## Arcilla Azul
En mayo de 2012 se disputó el Masters 1000 de Madrid, donde se introdujo un nuevo tipo de arcilla de tonalidad azul. La superficie desató diversas críticas por parte de jugadores como el español Rafael Nadal o el serbio Novak Djokovic, según los cuales este tipo de arcilla podría alterar el rumbo de la pelota y de los movimientos en pista. Posteriormente, un vídeo publicado en la web del periódico español Marca en el que aparecen tenistas probando dicha superficie, permitió llegar a la conclusión de que la tierra batida azul no afectaba al bote de la pelota.